# Montoulieu (Hérault)
Montoulieu is een gemeente in het Franse departement Hérault (regio Occitanie) en telde op 1 januari 2011 157 inwoners. De plaats maakt deel uit van het arrondissement Lodève.

## Geografie
De oppervlakte van Montoulieu bedraagt 17,4 km², de bevolkingsdichtheid is 9,0 inwoners per km².
De onderstaande kaart toont de ligging van Montoulieu (Hérault) met de belangrijkste infrastructuur en aangrenzende gemeenten.

## Demografie
Onderstaande figuur toont het verloop van het inwonertal (bron: INSEE-tellingen).